# Alain DesRochers
Pour les articles homonymes, voir Desrochers.
 (décembre 2016).
Si vous disposez d'ouvrages ou d'articles de référence ou si vous connaissez des sites web de qualité traitant du thème abordé ici, merci de compléter l'article en donnant les références utiles à sa vérifiabilité et en les liant à la section « Notes et références ».
Alain DesRochers est un réalisateur et scénariste québécois.

## Biographie
Après avoir complété son baccalauréat en cinéma à l’Université Concordia dans les années 1980, Alain DesRochers s’est d’abord fait remarquer avec une série de vidéoclips, dont plusieurs ont été primés. Il compte aussi à son actif plus d’une centaine de films publicitaires et collabore avec l’équipe de la Fabrique d’Images depuis 1997. Il assume la réalisation de certains épisodes de Les Prédateurs de Tony et Ridley Scott (1998-1999) et réalise ensuite son premier long métrage en 2000, La Bouteille, pour lequel il sera en nomination pour le prix Génie de la meilleure réalisation. Plus récemment, il a notamment réalisé les séries Music Hall I et II, ainsi que la première saison de la série Les Bougon, c'est aussi ça la vie!. Il a aussi réalisé, Nitro en 2007.
Alain DesRochers est le frère de la directrice artistique Dominique DesRochers et le père de l'acteur Antoine DesRochers,.

## Filmographie
Comme réalisateur
- 1990 : Hommage au cinéma
- 1996 : L'Oreille de Joé
- 2000 : La Bouteille
- 2002 : Music Hall (série télévisée)
- 2004 : Les Bougon, c'est aussi ça la vie! (série télévisée)
- 2005 : Charlie Jade (série télévisée)
- 2005-2008 : Nos étés (série télévisée)
- 2007 : Nitro
- 2010 : Musée Éden (série télévisée)
- 2010 : Wushu Warrior
- 2010 : Cabotins
- 2011 : Gerry
- 2013 : Les Limiers (série télévisée)
- 2016 : Nitro Rush
- 2016 : Bon Cop, Bad Cop 2
- 2017 : Security

Comme scénariste
- 1996 : L'Oreille de Joé
- 2000 : La Bouteille